# Tobias Carlsson (calciatore 1995)
Tobias Carlsson (28 luglio 1995) è un calciatore svedese, difensore del Sirius.

## Carriera
Cresciuto nel settore giovanile del Grebbestads IF, nel 2011 ha esordito in prima squadra, militante nella sesta divisione svedese. Negli anni successivi, si è reso tra i protagonisti della scalata fino alla Division 1, la terza divisione svedese, nella quale ha esordito nel 2018. Nel gennaio 2019 viene acquistato dal Varberg, formazione militante in Superettan, la seconda divisione svedese. Il 2 dicembre 2019, firma un contratto triennale con l'Häcken; esordisce in Allsvenskan il 17 agosto 2020, disputando l'incontro vinto per 2-1 contro la sua ex squadra del Varberg. Nella prima metà della stagione 2022 colleziona solo una presenza in Coppa di Svezia senza mai scendere in campo in campionato, poi nel luglio 2022 fa ritorno, con la formula del prestito, al Varberg. Il 30 luglio 2022, in occasione dell'incontro di campionato vinto per 3-1 in trasferta contro il GIF Sundsvall, trova la sua prima marcatura nella massima divisione svedese.
Dopo una prima parte di stagione 2023 in cui non ha mai trovato spazio, ad agosto, nel corso del girone di ritorno, si è trasferito al Sirius con un contratto fino al 2026.

## Statistiche

### Presenze e reti nei club
Statistiche aggiornate al 3 ottobre 2022.
| Stagione              | Squadra               | Campionato            | Campionato | Campionato | Coppe nazionali | Coppe nazionali | Coppe nazionali | Coppe continentali | Coppe continentali | Coppe continentali | Altre coppe | Altre coppe | Altre coppe | Totale | Totale |
| Stagione              | Squadra               | Comp                  | Pres       | Reti       | Comp            | Pres            | Reti            | Comp               | Pres               | Reti               | Comp        | Pres        | Reti        | Pres   | Reti   |
| --------------------- | --------------------- | --------------------- | ---------- | ---------- | --------------- | --------------- | --------------- | ------------------ | ------------------ | ------------------ | ----------- | ----------- | ----------- | ------ | ------ |
| 2011                  | Grebbestads IF        | D4                    | 7          | 0          |                 | -               | -               |                    | -                  | -                  |             | -           | -           | 7      | 0      |
| 2012                  | Grebbestads IF        | D4                    | 20         | 2          |                 | -               | -               |                    | -                  | -                  |             | -           | -           | 20     | 2      |
| 2013                  | Grebbestads IF        | D3                    | 22         | 0          |                 | -               | -               |                    | -                  | -                  |             | -           | -           | 22     | 0      |
| 2014                  | Grebbestads IF        | D2                    | 21         | 0          | CS              | 1               | 0               |                    | -                  | -                  |             | -           | -           | 22     | 0      |
| 2015                  | Grebbestads IF        | D2                    | 24         | 1          |                 | -               | -               |                    | -                  | -                  |             | -           | -           | 24     | 1      |
| 2016                  | Grebbestads IF        | D2                    | 24         | 1          | CS              | 2               | 0               |                    | -                  | -                  |             | -           | -           | 26     | 1      |
| 2017                  | Grebbestads IF        | D2                    | 25         | 0          |                 | -               | -               |                    | -                  | -                  |             | -           | -           | 25     | 0      |
| 2018                  | Grebbestads IF        | D1                    | 27         | 2          |                 | -               | -               |                    | -                  | -                  |             | -           | -           | 27     | 2      |
| Totale Grebbestads IF | Totale Grebbestads IF | Totale Grebbestads IF | 170        | 6          |                 | 3               | 0               |                    | -                  | -                  |             | -           | -           | 173    | 6      |
| 2019                  | Varberg               | S1                    | 25         | 0          | CS+CS           | 3+1             | 0+1             |                    | -                  | -                  |             | -           | -           | 29     | 1      |
| 2020                  | Häcken                | A                     | 2          | 0          | CS+CS           | 1+1             | 0               |                    | -                  | -                  |             | -           | -           | 4      | 0      |
| 2021                  | Häcken                | A                     | 20         | 0          | CS              | 1               | 0               |                    | -                  | -                  |             | -           | -           | 21     | 0      |
| gen.-lug. 2022        | Häcken                | A                     | 0          | 0          | CS              | 1               | 0               |                    | -                  | -                  |             | -           | -           | 1      | 0      |
| lug.-nov. 2022        | Varberg               | A                     | 8          | 1          | CS              | 1               | 0               |                    | -                  | -                  |             | -           | -           | 9      | 1      |
| Totale carriera       | Totale carriera       | Totale carriera       | 225        | 7          |                 | 12              | 1               |                    | -                  | -                  |             | -           | -           | 237    | 8      |